# Victor Fuchs
Víctor Nicolas Fuchs (nacido en Arcachón, Gironda, Aquitania, Francia el 10 de julio de 1992) es un futbolista profesional francés. Juega como centrocampista en el Football Club Libourne.
En el verano de 2012 fue fichado por Real Sociedad de Fútbol que lo integró en su equipo filial e incluso fue convocado por el primer equipo aunque no llegó a debutar. Jugó un total de 31 partidos y marcó un gol en el filial txuri-urdin.

## Clubes
| Club                 | País    | Año         |
| -------------------- | ------- | ----------- |
| Girondins B          | Francia | 2011 - 2012 |
| Real Sociedad B      | España  | 2012 - 2014 |
| CD Tudelano          | España  | 2015        |
| Bergerac Périgord FC | Francia | 2015 - 2018 |
| Hyères FC            | Francia | 2018 - 2020 |
| FC Libourne          | Francia | 2020 - Act. |